# Homo faber (philosophie)
Pour les articles homonymes, voir Homo faber.
En philosophie, la notion d'homo faber fait référence à l'Homme en tant qu'être susceptible de fabriquer des outils.
Cette notion est notamment abordée par Henri Bergson, philosophe évolutionniste français : « Si nous pouvions nous dépouiller de tout orgueil, si, pour définir notre espèce, nous nous en tenions strictement à ce que l’histoire et la préhistoire nous présentent comme la caractéristique constante de l’homme et de l’intelligence, nous ne dirions peut-être pas Homo sapiens, mais Homo faber. En définitive, l'intelligence, envisagée dans ce qui en paraît être la démarche originelle, est la faculté de fabriquer les objets artificiels, en particulier des outils à faire des outils, et d'en varier indéfiniment la fabrication ». Le jésuite et paléontologue français Pierre Teilhard de Chardin, qui a exploré le site chinois à partir de 1923, a participé à la qualification de l’Homme de Pékin (Sinanthrope) comme homo faber, c’est-à-dire maitrisant le feu et la taille des pierres.
Benjamin Franklin a également énoncé que « L’homme est un animal fabricateur d’outils » (toolmaking animal).
Ce qui permet de distinguer l'Homme, nommé Homo sapiens, du reste du règne animal n'est sans doute justement pas d'ordre biologique mais a plutôt trait à son intellect : Homo sapiens manifeste son intelligence dans la mesure où il est capable de modifier le monde qui l'entoure. Pour cela, il manie l'outil et transforme son environnement, le façonne de sa pensée et de sa main.
Ce concept d'homo faber a été repris et développé par la philosophe Hannah Arendt, notamment dans son ouvrage Condition de l'homme moderne.